# Альошнікова Ліліана Лазарівна
Ліліана Лазарівна Альошнікова (1935–2008) — радянська і російська акторка театру і кіно. Заслужена артистка РРФСР.

## Життєпис
Ліліана Альошнікова народилась 1935 року. У 1958 році закінчила Театральне училище імені Бориса Щукіна (курс Йосипа Рапопорта). По закінченні училища прийшла до Московського драматичного театру імені О. С. Пушкіна. Їй майже не давали ролей, і вона незабаром пішла з театру.
В кіно дебютувала в 1956 році у фільмі режисера-початківця Юрія Єгорова. Героїні Альошнікової в різних фільмах мають спільні риси: вони відкривають світ заново, вибудовуючи його з крупиць свого життєвого досвіду. Вони глибоко порядні й чесні, випромінюють тепло, підтримку й доброту. Секрет її гри у проникаючій силі впливу з екрану, в чистоті та цілісності, безкомпромісності і вірності.
Попрацювавши у 1958—1959 роках акторкою Московського театру імені О. С. Пушкіна Альошнікова з 1967 року перейшла на кіностудію імені Горького.
Ліліана Альошнікова померла 2008 року, похована на Донському кладовищі. Урну з прахом підхоронили до могили її чоловіка Якова Сегеля.

### Родина
Чоловік — актор і кінорежисер Яків Сегель.
Син — кінооператор Олександр Альошніков.
Мати — балерина Елеонора Бендак.
Батько — актор Петро Березов, але він пішов з родини ще до народження дочки, і тому справжнім батьком акторка завжди вважала вітчима — інженера Лазаря Юхимовича Альошнікова.

## Визнання і нагороди
- Заслужена артистка РРФСР (1989)

## Творчість

### Ролі в театрі
- 1959 — Траса

### Ролі в кіно
1. 1956 — Вони були першими — Глаша
2. 1956 — Це починалося так... — Таня Громова
3. 1958 — Місто запалює вогні — Шура Митясова
4. 1959 — Сонце світить всім — Світлана
5. 1961 — Дорослі діти — Люся Корольова
6. 1963 — Штрафний удар — Людмила Мілованова, кореспондентка
7. 1966 — Сіра хвороба — Катя
8. 1967 — Розбудіть Мухіна! — Ліда, Лідія, Лівія
9. 1970 — Секундомір — Тамара
10. 1971 — Дві посмішки — бабуся в молодості
11. 1971 — Ціна швидких секунд — Соня Крилова
12. 1973 — Крапля в морі — Ліля, мама Віті
13. 1975 — Що з тобою відбувається? — мама Ніни
14. 1976 — Спростування (телесеріал) — Марченко
15. 1977 — Ризик — благородна справа — Олена Алексєєва
16. 1978 — Фотографії на стіні — мати Сергія
17. 1979 — В одне прекрасне дитинство — мама Петі
18. 1983 — Я вас дочекаюся — жінка з інвалідністю
19. 1984 — Інопланетянка — іншопланетянка О